# Ectinorus alejoi
Ectinorus alejoi är en loppart som beskrevs av Hastriter 2002. Ectinorus alejoi ingår i släktet Ectinorus och familjen Rhopalopsyllidae. Inga underarter finns listade i Catalogue of Life.